# 피아트
피아트 자동차 주식회사(FIAT Automobiles S.p.A.), 피아트(FIAT, Fabbrica Italiana Automobili Torino)는 이탈리아의 자동차 제조사이다. 2021년부터 스텔란티스 산하 스텔란티스 이탈리아에 소속된 자회사가 되었다. 현재의 기업 구조는 2007년 피아트 S.p.A가 자동차 사업 부문을 조정하면서 형성되었으나, 피아트 자동차의 역사는 피아트 4 HP를 생산한 첫해인 1899년으로 거슬러 올라간다. 피아트는 이탈리아에서 가장 큰 자동차 제조사이며, 페라리, 마세라티, 알파 로메오, 란치아 등을 계열사로 두고 있다.
2009년부터 미국 크라이슬러와 자본 제휴를 시작했고, 2014년에 크라이슬러를 자회사로 편입하여 피아트 크라이슬러 오토모빌스를 발족했다.
대한민국에는 아시아자동차에 의해 후륜구동 소형차 124가 1970년 4월에 시판되어 1973년까지 라이선스 생산하였고, 이후 기아자동차에 의해 1979년에 후륜구동 중형차 132도 시판되었지만, 1981년 자동차공업 합리화 조치로 생산이 중단되었다. 이후 대한민국에 피아트 판다, 란치아 브랜드 등이 런칭하였지만, 인기를 끌지 못하고 철수하였다. 크라이슬러를 완전히 인수한 이후 크라이슬러의 네트워크를 통해 2013년 1월에 피아트가 대한민국에 다시 진출하여 500 시리즈와 크라이슬러 산하 닷지 브랜드의 크로스오버인 닷지 저니를 피아트 버전으로 출시한 프리몬트를 대한민국에 출시했다. 프리몬트는 판매 부진으로 2014년에 일찌감치 수입이 중단되었고, 프리몬트 대신 2016년에 500X가 들어왔다. 하지만 가격 정책 실패로 판매 부진에 시달린 데다가 지프의 인기가 늘어나면서 2017년 9월에 수입이 중단됐고, 피아트 전시장은 크라이슬러 전시장과 함께 모두 지프의 전시장으로 전환됐다. 미국에서는 전륜구동 소형 해치백인 500 시리즈만 판매 중이다.  

## 생산 차량

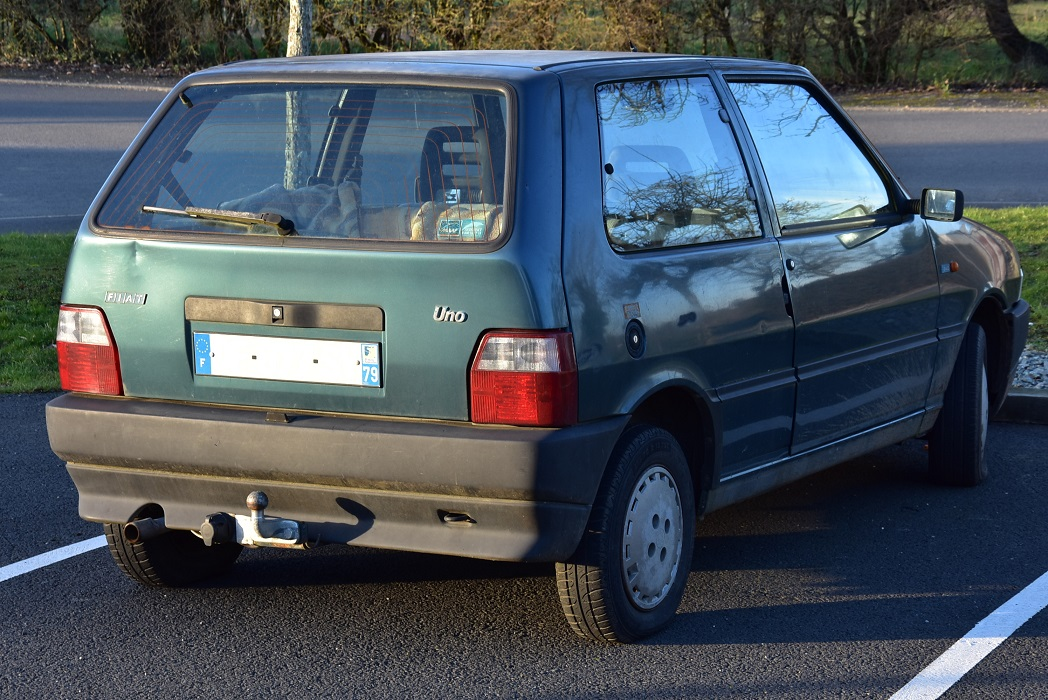
1989년식 Fiat Uno

- 500
- 판다
- 시에나
- 크로노스
- 아르고
- 티포
- 124 스파이더
- 모비
- 500X
- 펄스
- 패스트백
- 500L
- 울리세
- 피오리노
- 도블로
- 두카토
- 스쿠도
- 스토라다
- 토로
- 500e
- 두카토 일렉트릭